# 4339 Almamater
4339 Almamater је астероид главног астероидног појаса са средњом удаљеношћу од Сунца која износи 2,194 астрономских јединица (АЈ).
Апсолутна магнитуда астероида је 13,6.